# Síelés

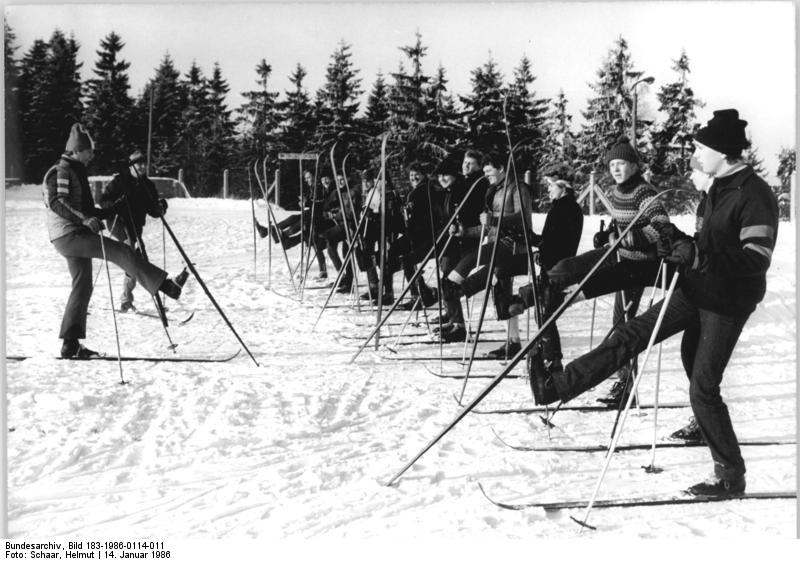
Egy sítanfolyam résztvevői

A síelés vagy sízés, régiesen lábszánkózás jelenthet közlekedési módot, szabadidő-, verseny- és extrém sportot is, ahol az ember havon csúszik a cipőjére erősített síléceken.

## Története

### Őskor és ókor

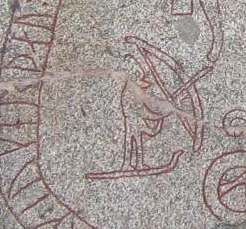
Vadász sílécen (részlet egy rúnakőről)

Az Altáj-hegység lankáin, megbújva egy kitüremkedés mögött, négy vadász csúszik egy kiszögellő sziklafal alatti lejtőn. Halvány sziluettjeikről tudomást sem vesz a gyanútlan kőszálikecske-nyáj. Balra tőlük egy ötödik társuk ereszkedik le lándzsával a kezében, körbezárva az állatokat. A balról jobbra, majd ismét visszaívelő nyoma a hóban a világ talán legrégebbi lesiklásának ábrázolása. San Csao-Csien történész szerint, a Belső-Ázsia ma Kínához tartó területén, Hszincsiang tartományban található barlangrajzokat a régészek 10- és 30 000 év közötti korúra becsülik.

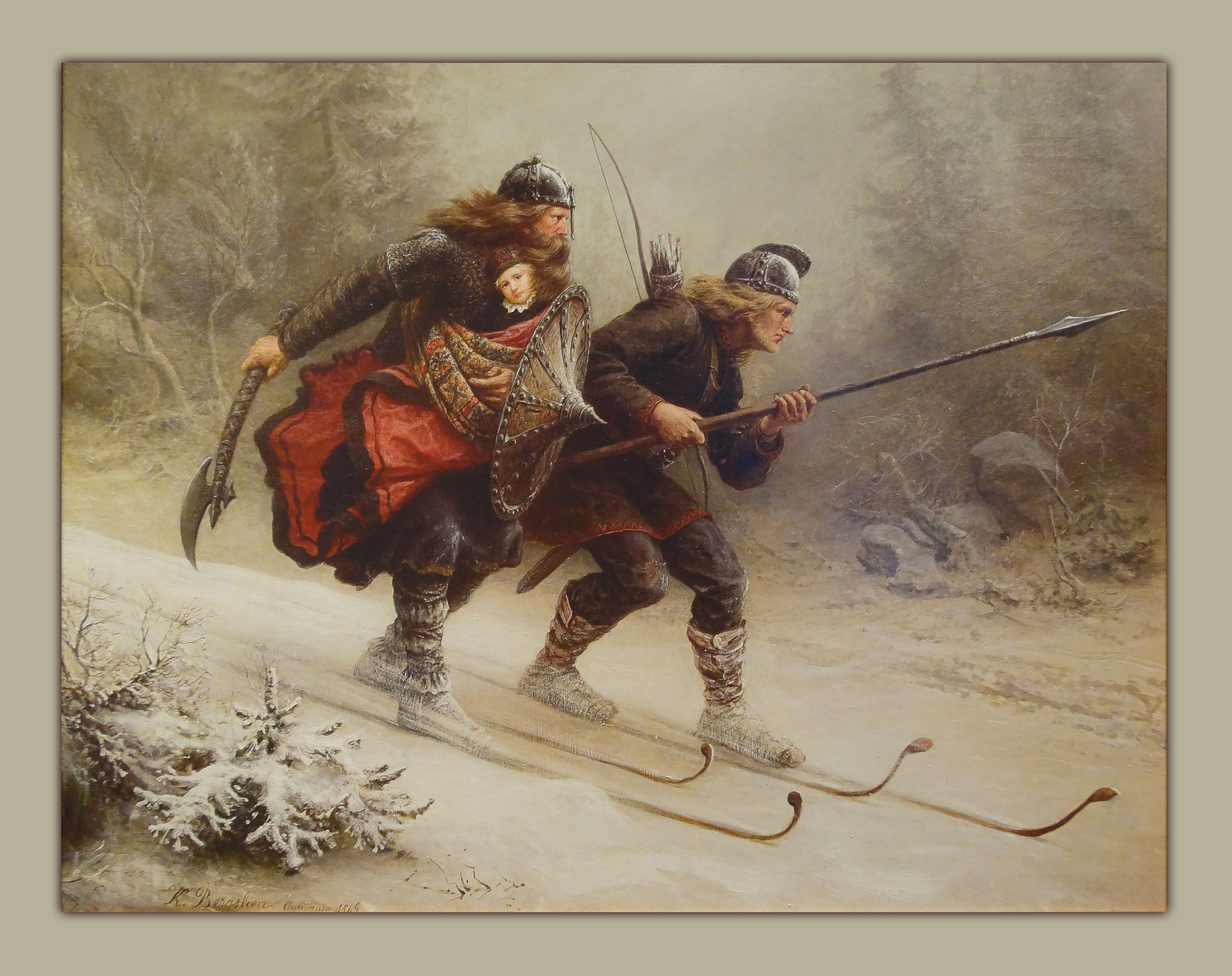
A „nyírfalábúak” megmentik a csecsemő koronaherceget

A legrégebbi megtalált sítalpak az i. e. 6300–5000 körüli évekből származnak, amelyeket az oroszországi Szindor tónál találtak, Moszkvától 1200 kilométerre északnyugatra. Az első komplett sífelszerelést a svédországi Kalvträsknál találták meg 1924-ben, a leletek i. e. 3300-ból származnak.

### Középkor és kora újkor
Írásban először Prokopiosz, egy 552-ben írt munkájában emlékezett meg az északi sízésről. 1199-ben a dánok és a finnmarkiak közötti háborúban az utóbbiak síléccel a lábukon harcoltak. A Birkebeiners (norv. nyírfalábúak – királyi futárok és testőrök), Thorstein Skevla és Skjervald Skrukka 1206 telén megmentik a 2 éves Haakon Haakonson norvég koronaherceget, síléceken átkelve Dovre-hegységen Lillehammerből az Østerdalen-be. 1733-ban Jens Henrik Emahusen (1688–1752) megírja a Síléces csapatok hadviselése c. tanulmányát.
Az első sport-szerű gyakorlatokat és versenyeket is a haderők keretein belül rendezték. 1767-ben a dán–norvég hadsereg gyalogságának rendezett versenyen lesiklásban, lesiklás közbeni célbalövésben és 3 km-es sífutás teljes menetfelszerelésben versenyszámban mérhették össze tudásukat a katonák. 1809-ben Olaf Rye vezérőrnagy 9,5 méteres, közönség előtt bemutatott ugrásával az első ismert síugró.

### A 19. század közepétől napjainkig: a síelés mint sport

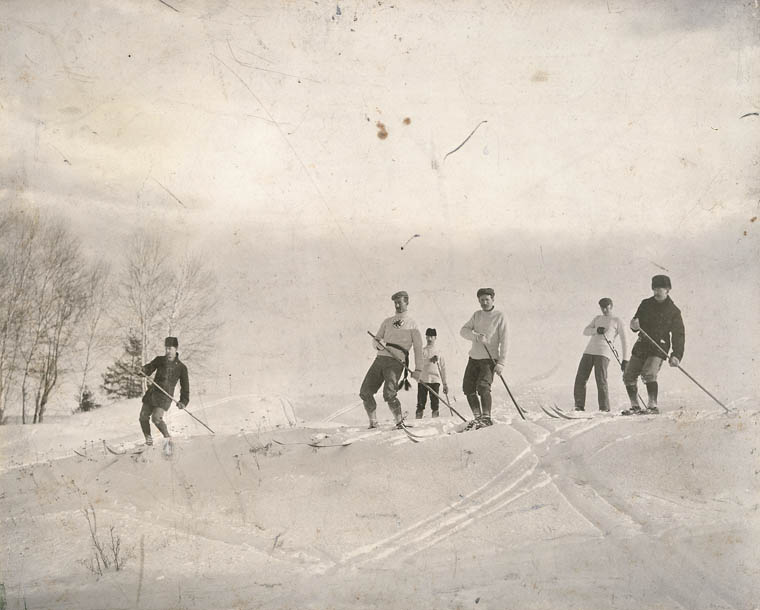
Síelők a 19. század második felében

1843. március 19-én Tromsø-ben rendezték az első nyilvános síversenyt. 1861-ben Norvégiában megalakulnak az első síklubok. 1864-ben a svájci St. Moritzban Johannes Badrutt, az egyik szállodatulajdonos rávette az angol vendégeket, hogy töltsék ott a karácsonyt. Megismertette őket a síeléssel és lóval húzatta fel őket a hegyoldalra. A következő téltől St. Moritz összes szállodája tele volt. Az 1878-as Párizsi Világkiállítás norvég pavilonjában kiállított (és megvásárolható) sílécek lökést adtak a síelés megjelenésének és elterjedésének a francia-Alpokban is.

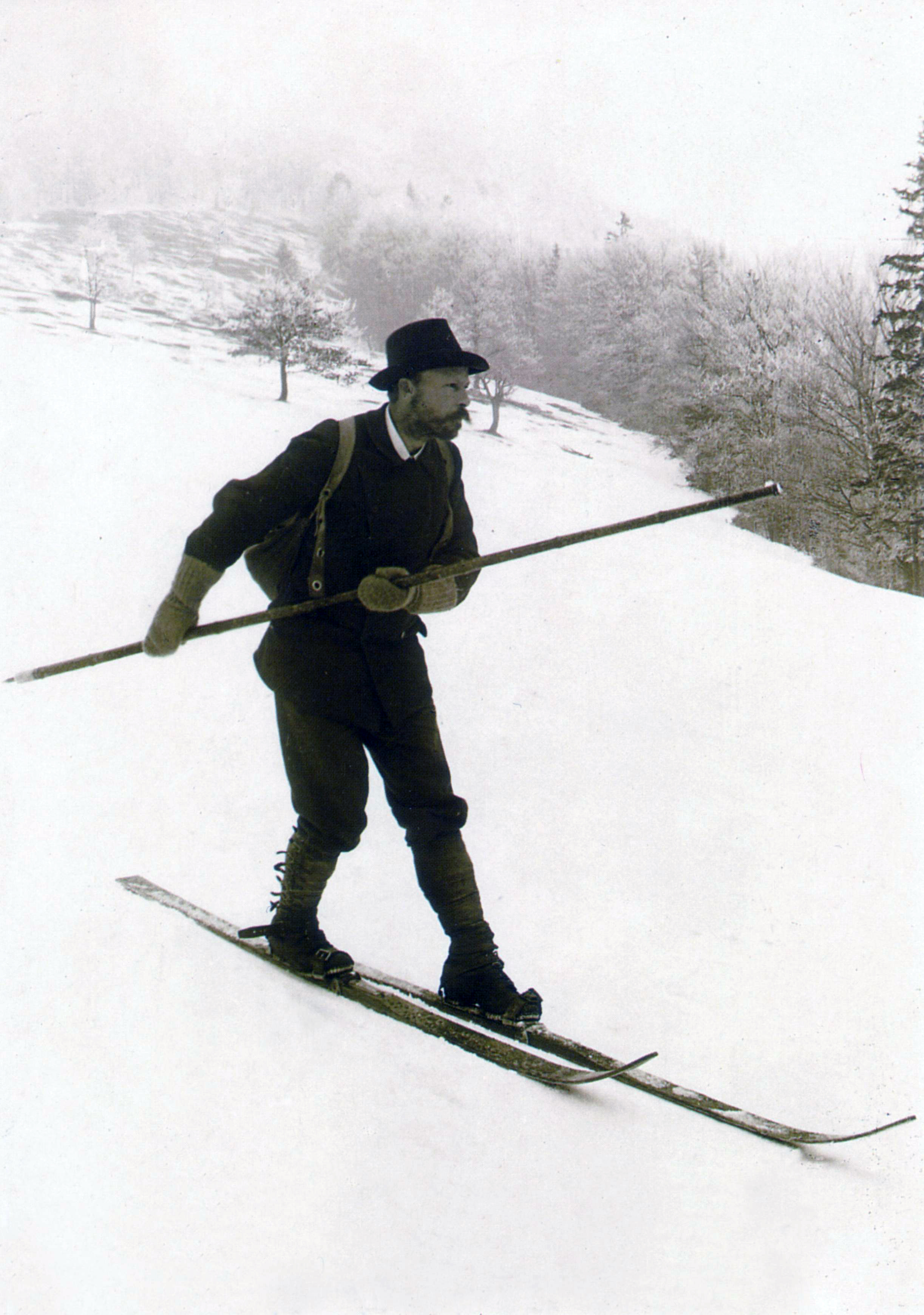
Mathias Zdarsky Lillienfelden

1897-ben Matyáš Žďárský megjelentette A lilienfeldi síelési technika című könyvét, melyben az általa kikísérletezett technikákat írja le és ezzel kettévált a Telemark- és Kristiania-technikából kifejlődött északi és Žďárský technikáiból kialakult alpesi síelés.
1910. február 18-án Oslóban, Norvégiában, 10 ország 22 küldöttjével megalakult a Nemzetközi Síbizottság (International Ski Comission), az 1924-ben megalakuló Nemzetközi Síszövetség előfutára.

## A sísport Magyarországon

### Síelés a történelmi Magyarországon – a hazai kezdetek

#### 1837 – Ernst Jensen
1837-ben a „Regélő” c. újság januári számában számol be róla, hogy a bergeni születésű fiatalember Ernst Jensen „norvég csúszkákon” hússzor körbefutotta a pesti vásárpiacot.

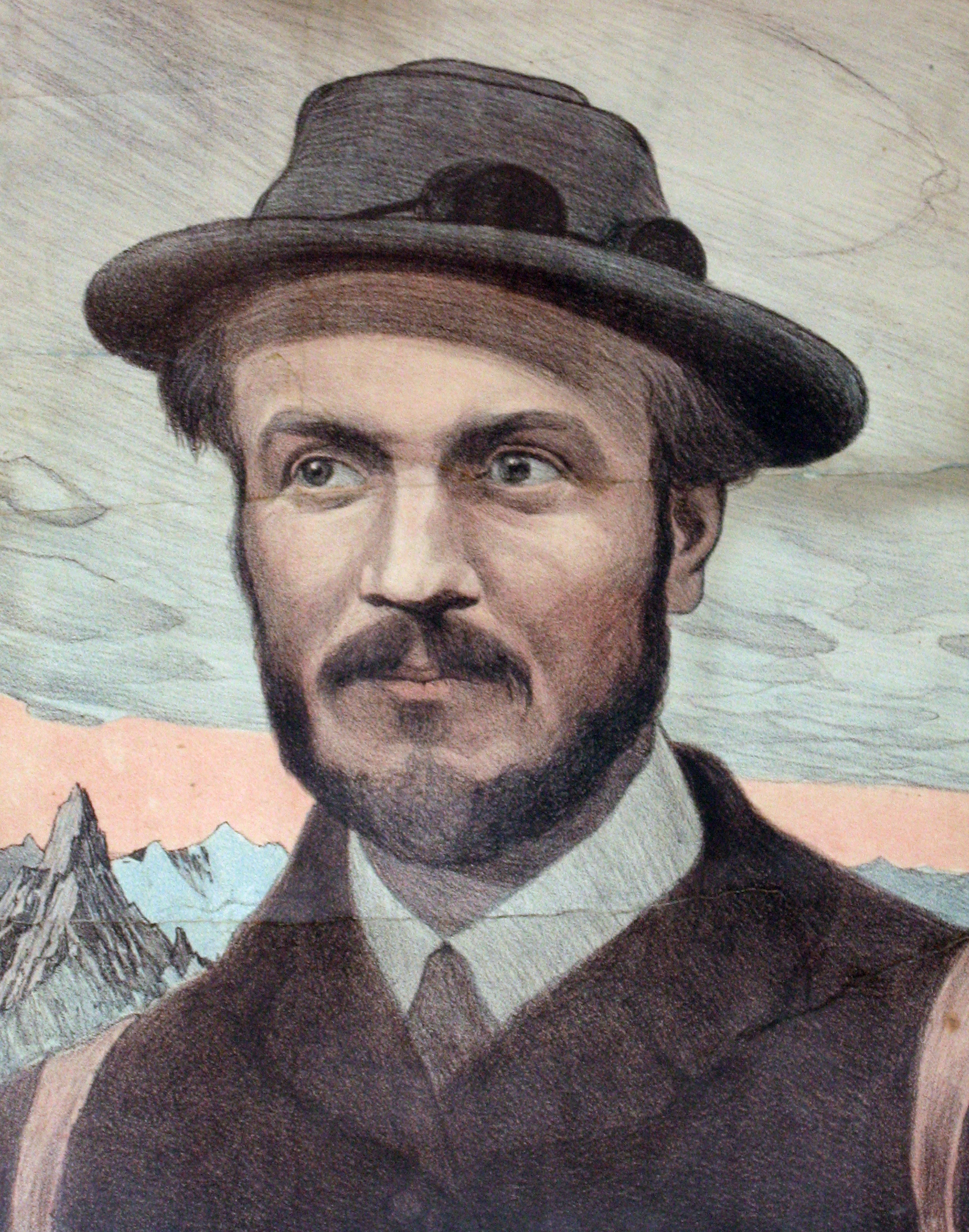
Dr. Zsigmondy Emil

#### Zsigmondy Emil(1861–1885)
Az első (és talán máig leghíresebb) magyar alpinista öccsével, Ottóval járta az akkor még "belföldnek" számító Alpokat, ami ugyan nem a történelmi Magyarország része, de kétségkívül ő volt az első ismert magyar síző, aki a többieket jó tíz évvel megelőzve, sílécekkel túrázott a Monarchiában.

#### Hangay Oktáv(1850–1916)

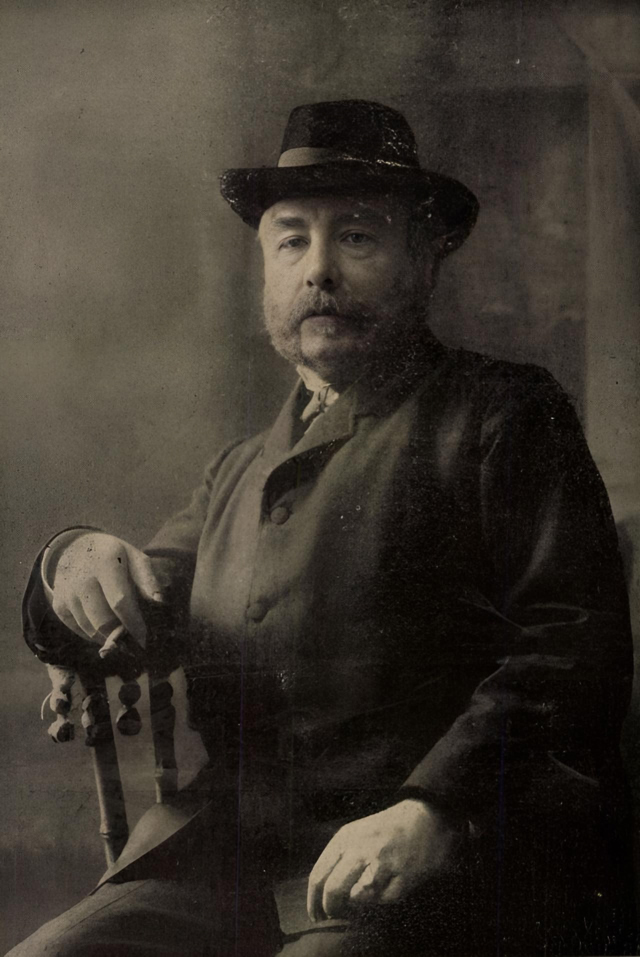
Hangay Oktáv 1910-ben

„Különösnek találom, hogy a turisták a telet a meleg kályha mellett töltik el. A természet igaz, megváltozik, de a tájkép, főleg hegyi sajátossággal, nagyon megszépül. Tudom, hányan vannak, kik valamely festő szalon kiállításnál félórákon át elmerengenek a – téli – tájkép fölött, s meglehetős művészi érzékkel s készültséggel latolgatják annak aesthetikai oldalait, és kritikát mondanak vagy írnak a festőművész ecsetére, de még alig volt alkalmuk vagy akaratjuk megnézni künn a természetben, minő felséges színekben ragyog az örök istenség festménye.” – írta Turistaság télen című cikkében
Hangay 1890 telén kezdett síelni a Kolozsvár környéki lankákon, a Bornyúmálon és a Hója erdő Nádas menti lejtőin.
„Mily egész más a lábszánkózás! A vidék folyton változik, újabb képek jobbra-balra, melyek csak feszültebbé teszik az ifjú figyelmét, kitartóbbá az izmok erejét, s a változatosság pedig, mely a lábszánkó gyors csuszamlásával mindig új környezetet szemléltet velünk, folyton élénkségben tartja a fogékony kedélyt.” – lelkesedett, majd a Kolozsvári Kereskedelmi Akadémia tanáraként 1894-95 telén megalakította a kolozsvári Ski-klubot (később Első Magyar Ski-klub).

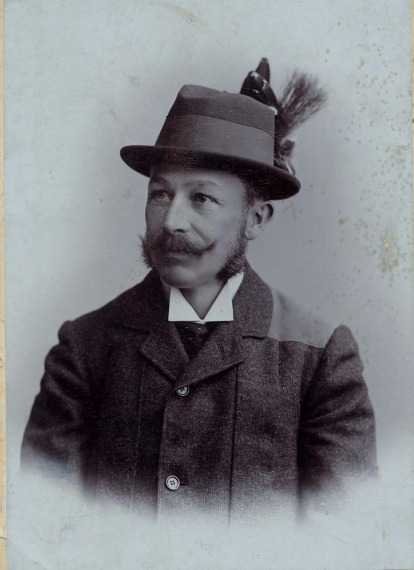
Chernelházi Chernel István Dezső Ákos Elek (Kőszeg, 1865. május 31. – Kőszeg, 1922. február 21.)

#### Chernel István (1865–1922)
Chernel István 1891 nyarán Norvégiába utazott, ahol feleségével Tromsø és környékének madárvilágát tanulmányozták. Itt ismerkedett meg a sível és a síeléssel. Hazatérve 1892 januárjában már a kőszegi lejtőkön gyakorolt, majd 1893-tól több népszerűsítő cikket írt a témában.
1896-ban megírta és kiadta A lábszánkózás kézikönyve című könyvét (terjesztő: Lampel Róbert (Wodianer F. és fiai) Budapest), mely első magyar sí tematikájú kiadvány. E művével lerakta a hazai sí szaknyelv alapjait.
Chernel és Žďárský inspirációja is Fridtjof Nansen Sítalpakon Grönlandon át című könyve volt. „Semmi sem aczélosítja jobban az izmokat, semmi sem teszi hajlékonyabbá, ruganyosabbá a testet, semmi sem képesíthet nagyobb ügyességre, körültekintésre, semmi sem szilárdíthatja inkább akaratunkat és semmi sem teheti frissebbé lelkületünket a lábszánkózásnál” – írta könyvében (Chernel István fordítása).

#### Bély Mihály,Demény Károly,Follért Károlyésdr. Téry Ödön(BBTE)
1892. december 4-én a Budapesti (Budai) Torna Egylet (BBTE) tornászai Norvégiából ajándékba kapott Telemark típusú síléceken (amiket előzőleg a Vérmezőn próbáltak ki) kezdték meg a síelést a Sváb-hegy oldalán a mai Kis Svábhegyen. Síismereteiket egy német ifjúsági folyóiratban megjelent cikkből merítették. A fogaskerekű felé eső lejtőn először Demény Károly csúszott le – bukás nélkül. A sportos megmozdulás nagy sikert aratott a nézők között, majd egyre több követőjük lett.
Bély Mihály a „Tornaügy” c. folyóiratban 1884-ben szakcikket írt tapasztalatairól.

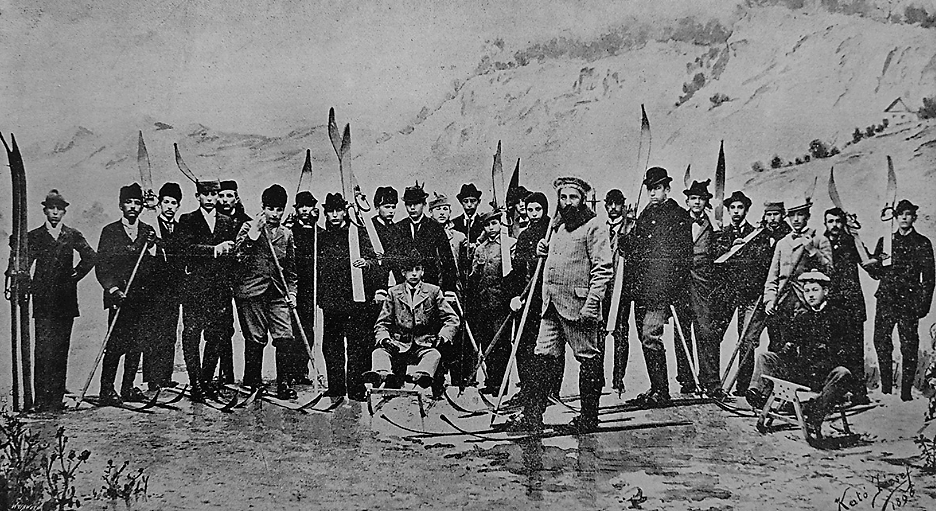
Az 1896-os millenniumi kiállításon ezzel a csoportképpel mutatkozott be az Első Magyar Ski-klub, Hangay középen

#### Kolozsvári Ski-klub (később Első Magyar Ski-klub)
Hangay Oktáv a Kolozsvári Kereskedelmi Akadémia vállalkozó ifjúságából 1894-95 telén megalakította a kolozsvári Ski-klubot. „Hetenként 2-3 alkalommal összejöttek az ifjú magyar Ski-klub tagjai, és a Kolozsvár környéki lankás lejtőkön űzték ezt a testedző sportot. Lábszánkóztak, ahogy akkoriban mondták. Kellő felkészülés után elmentek Gyaluba, Györgyfalvára, Egeresre, Kajántóra és Tordára is.” - írja az Erdély folyóirat volt főszerkesztőjére emlékező írása.

#### Az első verseny
1896 februárjában megrendezték a Szabadka és Újvidék közötti 103 km-es sífutóversenyt.

#### 1907–1913
1907-ben a Nemzeti Sport állandó sí rovatot indít. Ugyan abban az évben Matyáš Žďárský Magyarországra látogatott és sítanfolyamot tartott a Normafánál. 1908-ban megalakult a síszövetség elődje, a Magyar Sí Klub. A klubot dr. Serényi Jenő mellett az a dr. Jordán Károly alapította, aki 1899-1900-ban sível mászta meg Svájcban a Grand Combin (4314 m), a Nagy-Fátrában a Krizsna (1545 m) és Erdélyben a Nagy-Páring (2519 m) csúcsait. A megalakulást követő napon máris versenyt rendeztek a Dorog közeli Gete hegyen. 1909-ben a Kis-Fátrában megépül az első szövetségi ház mely a terület tulajdonosáról a „Báró Révai Gyula„ nevet kapta. Ugyanebben az évben a Magyar Sí Klub és a Magyar Turista Egyesület megrendezte az első síugró versenyt a Normafánál. Az első Magyar Sí Bajnokságot 1911. február 4-5-én Tátraszéplakon rendezték meg . A versenynek 35 résztvevője volt kezdő és I. osztályú kategóriában. Három versenyszám (6 km távverseny, síugrás és műverseny) összesített pontszáma alapján számították a sorrendet. A mű-verseny három kötelező és három szabadon választott sí gyakorlatból állt. Az első bajnok (csak az I. osztályban hirdettek eredményt) Richard Gerin (Wien) volt. A 2. B.Weiss (Bielitz), a 3. Katzander Jenő (BETE) lett.

#### A Magyar Síszövetség
1913. július 15-én 14 egyesület megalakította a Magyar Sí Szövetséget. Az első elnök Szacellári György, főtitkár dr. Serényi Jenő. A Szövetség 1914 februárjában a Nemzetközi Síbizottság teljes jogú tagja lett.

### Trianon után, hegyek nélkül – a magyar sísport a két világháború között

#### Az újjáéledés
Bár a 20-as években 5 szinte hó nélküli tél volt, amikor versenyeket nem, vagy csak néhány alkalommal lehetett rendezni, a Normafánál sípálya és sánc is épült, ahogy Dobogókőn, Kőszegen, Sopronban, Pécsett, a Mátrában, és a Bükkben is épültek létesítmények. 1923-ban a Zakopanéban tartott nemzetközi versenyt Szepes Béla nyerte, ugyanez év havas telén januártól márciusig számtalan versenyt tartottak és Galyatetőn sísáncot is avattak.

#### 1924. Chamonix – az I. téli olimpia
Az első téli olimpián 5 magyar versenyző indult. Németh Ferenc 50 km-es sífutásban a 20., Déván István 18 km-es sífutásban a 31.
Itt tartotta alakuló ülését a Nemzetközi Síszövetség (FIS). A 14 alapító ország egyike Magyarország.

#### Az 1930-as évek
Az 1930-as évekig évente csak egy férfi bajnokot hirdettek, és a versenyek a terep-sízésből és a síugrásból álltak. A 20-as évek végén teret nyert a lesiklás, és ez nemcsak a versenyzők számát, de a tömegsportot is jelentősen növelte. 1933-ban és 1934-ben rangos nemzetközi versenyeket rendezett a szövetség a Mátrában és a budapesti sáncon. 1935-ben Lillafüreden rendeztek nemzetközi sporthetet számos külföldi versenyző részvételével. 1938-ban a szövetség 25 éves jubileumán a Mátrában nemzetközi versenyt rendeztek, amely a kedvező hóviszonyok és a körültekintő rendezés miatt remekül sikerült. Az 1936. évi téli olimpián Szalay László az alpesi összetett versenyben 19., Kővári Károly 27., Csík Imre 30. 1938-ban visszacsatolták Kárpátalját, 1940-ben Erdélyt.

### A háborús évek – a hegyek visszatérése
1940–44 közötti években a hazai sísport tobzódott verseny helyszínekben. A visszacsatolt felvidéki, kárpátaljai és erdélyi pályákon kívül versenyek helyszíne volt Dobogókő, Galyatető, Kékes, Lillafüred, Sopron, Zirc, Nagyhideghegy és Budapest is. Az egyesületekben igazolt versenyzők száma meghaladta az 1000 főt, de több ezer főt tett ki a KISOK (Középfokú Iskolák Sportköreinek Országos Központja), a levente és a cserkész versenyeken induló fiatalok száma.

### Újra hegyek nélkül a népi demokráciában – magyar sísport a II. világháború után

#### A sorok rendezése, részvétel a keleti blokk első nemzetközi versenyein és az 1948-as téli olimpián
1945-ben a megtépázott Síszövetség újraválasztotta tisztségviselőit. Díszelnök: dr. Szentgyörgyi Albert, elnök: Delmár Valter, főtitkár: dr. Molitor Sándor. A különböző nemzetközi versenyeken résztvevők igen jó eredményeket értek el. Iglóiné Eleőd Anikó és Bohus László Zakopánéban nyertek versenyt, Szikla Péter megnyerte a Balkán-kupát, tízen belüli eredményeket ért el a síugró Hemrik Ferenc, a sífutó Harangvölgyi András és az alpesi Novák Ferenc, Szász Levente és Székely Tamás. Az 1948-as téli olimpián 10 síző képviselte hazánkat. Az alpesi versenyszámokban Iglóiné Eleőd Anikó 22. és 36., Szikla Péter 25. és 30. Hemrik Ferenc síugrásban 34., de a mezőny második harmadában végeztek a többiek (Kővári, Máté, Harangvölgyi, Mazány, Székely és Beták) is.

#### A Rákosi-éra
Az 1948-ban állami irányítás alá helyezett Síszövetség élére - a sportág szerencséjére egy régi sízőt - Sajgál Gyulát nevezték ki. Bár több jelentős egyesületet megszüntettek, a fegyveres testületeknél és nagyobb üzemekben új szakosztályok alakultak. 1950-ben a Párt ifjúsági szervezete, a DISZ országszerte "sí-állomásokat" hozott létre, ahova több ezer sífelszerelést helyeztek el, azonban ezek működése nem volt különösebben hatékony. A külföldi versenyeken való részvétel a környező szocialista országok néhány versenyére korlátozódott, ahol Sajgó Pál több első és dobogós helyezést szerzett, de jó eredményeket értek el Kővári Károlyné, Bartha Magdolna és Mazány Sándor is. 1952-es oslói téli olimpián 4 síző képviselte hazánkat, 50 km-es sífutásban Sajgó Pál 27., Berecz Ignác 31., alpesi versenyszámokban Kővári Károlyné 30., 32. és 37. Az 1956-os olaszországi Téli Olimpiára a sportvezetés az ÁVH utasítására síző indulását nem engedélyezte.

#### A Kádár-korszak
A forradalom alatt mintegy ötven élvonalbeli síző távozott nyugatra. A versenysport (először az alpin szakág) leszakadását mégsem ez, hanem az ötvenes évek közepén a nyugati versenyzőknél megjelenő újítások, mint az alumínium-, később az üvegszál erősítésű lécek és a polietilén talpak okozták. Ezeket a szovjet blokk versenyzői politikai- és - főleg - anyagi okokból nem tudták beszerezni. Ez a probléma a sífutóknál csak a hetvenes évek elején jelentkezik majd. Az 1960. évi téli olimpián már csak az északi szakág versenyzői (összesen hárman) vehettek részt. Bartha Magdolna 10 km-es sífutásban 23. Sajgó Pál biatlonban 26. 15 km-es sífutásban 34. Sudár Tamás síugrásban 49. 1962-ben főtitkári tisztségben a kitűnő szervező Szakál Imrét a Síszövetséghez helyezték. Neki és a hideg teleknek köszönhetően a sportág ismét felvirágzott. A versenyzők száma újra meghaladta az ezer főt, rengeteg versenyt tartottak és néhány új tehetség feltűnésével nemzetközi sikerek is születtek. 1964-ben a téli olimpián 3×5 km-es női sífutó váltó (Balázs Éva, Tarnai Sándorné, Hemrik Ferencné) 8., egyéniben Balázs Éva 19., Hemrik Ferencné 29., Tarnai Sándorné 30., műlesiklásban Kővári Károlyné 26., síugrásban Gellér László 34. 1968-ban síugrásban Gellér László 19., és 34., Balázs Éva 24. és 27.

#### A '70-es évek hanyatlása
Szakál Imre betegeskedése, sok egyesület és szakosztály megszűnése, a létesítmények romló állapota, valamint az egyre csökkenő állami támogatás miatt a sportág sokat vesztett hazai jelentőségéből, miközben a televíziós közvetítések megindulásával a nemzetközi élvonal soha azelőtt nem látott népszerűségre tett szert. A nagy gyártók évről évre egyre több újítással jöttek ki, amivel a magyar versenyzők képtelenek voltak lépést tartani. Miközben a versenysport hanyatlott, a tömegsport (hála az utazási könnyítéseknek) virágzásnak indult. A sízőknek a következő olimpiai részvételre 16 évig kellett várniuk.

#### Szarajevó, Calgary és rendszerváltás – a '80-as évek
1984. évi téli olimpián 6 síző vehetett részt, 5 biathlon- és egy alpesi versenyző. A biathlonban Kovács Zsolt és Mayer Gábor a mezőny első felében, a 33. és 37., a váltó a 14. helyen végzett, Kozma Péter az előkelő 18. helyen zárt műlesiklásban. Kanadába már csak két biathlonos versenyző utazhatott, akik a mezőny utolsó harmadában végeztek. Ez az eredménytelen szereplés kiverte a biztosítékot a biathlonosok uralta szövetségben és a mellőzött szakágak képviselői megújulást követeltek. Nem ez volt az utolsó pénzügyi balhé a Síszövetség háza táján.

#### A rendszerváltástól napjainkig
A szövetség 1992-ben két jelentős nemzetközi eseményt is megrendezhetett. A FIS kétévenként esedékes kongresszusának Budapest, az IBU biathlon ifjúsági világbajnokságának Galyatető adott otthont. Bár az állami sporttámogatásokból a Síszövetség csak igen kis mértékben részesült, a MOB támogatásának hála 1992. évi téli olimpián 19 síző vehetett részt. A biathlon férfi váltó 15., női váltó 16., 10 km-en Géczi Tibor 38., műlesiklásban Gönczi Veronika 32., Bónis Attila 37., Tornay Balázs 38., óriás-műlesiklásban Bónis Annamária és Kőszáli Pierre is 34. alpesi összetettben Kristály Péter 36. Az 1994. évi téli játékokon a szövetség 13 versenyzője indulhatott. Eredményeik: biathlon női váltó 17., Panyik János 20 km 31., 10 km 33., műlesiklásban Bónis Attila 22., Keszthelyi Szvetlána 25., Litter Ágnes 28., alpesi összetettben Bónis Attila 30., lesiklásban Keszthelyi Szvetlána 39. Szapporóba már csak 9 fő jutott el. Közülük Kovács Mónika ért el értékelhető eredményeket: alpesi összetettben 21., óriás-műlesiklásban 32., szuperóriás-műlesiklásban 40.
Bár a versenysport a '90-es években nem tudott fejlődést felmutatni és a síugrás Kőszeg kivételével szinte teljesen megszűnt Magyarországon, a sízés, mint tömegsport népszerűsödése szárnyakat kapott. Az új vagyonos réteg és az értelmiség számára a síelés presztízs-sporttá vált.
Az új évezred elején a nagy gyártók importőreihez köthető új klubok alakultak és fiatalok vették át a versenysportban a stafétát. A szövetségen kívül rekedve, a snowboardosokkal összefogva versenyeznek a szabadstílusú síelők. Az egyre népszerűbb, új szakágat semmilyen formában nem támogatja a Síszövetség. A szövetségben az új vezetés autokratikus módszerei miatt állandósultak a konfliktusok. Az azóta eltelt olimpiákon értékelhető eredmény nem született, ezért a Síszövetség vezetősége import sikerek vásárlása mellett tette le a voksát. A jelentős anyagi forrást felemésztő döntés mindössze Miklós Edit esetében hozott - bizonyos - sikert. A fiatal reménységek közül, az időközben (egy kamu fegyelmi eljárással) országváltásba hajszolt Szőllős Barnabás a 2016. évi Téli Ifjúsági Olimpiai Játékokon elért 7., 14. és 16. helye műlesiklásban, óriás-műlesiklásban és super-G-ben a legemlékezetesebb.

## A technikák fejlődése

### A régmúlt
Az ősidők óta használt sílécek leginkább arra szolgáltak, hogy használójuk ne süllyedjen el a hóban. Ezek többnyire felemás hosszúságúak voltak. A hosszabbikon csúsztak, miközben egy botra támaszkodva, egyfajta korcsolyázó mozdulattal a rövidebbikkel lökték magukat. Lejtőn lecsúszáskor a bottal fékeztek.

### A Telemark-technika
Valamikor a 16. században elterjedtek az egyenlő hosszú, gyalult és gőzben hajlított lécek. Ezeket a mai klasszikus sífutásra hasonlító technikával használták. A norvégiai Hardanger-fennsíkon és a tőle délkeletre elterülő Telemarkban ezeket továbbfejlesztették: a kötéseknél elkeskenyítették és ívet hajlítottak a lécekbe úgy, hogy a talp a cipő alatt elemelkedjen a talajtól. Ezt kihasználva kialakult egy kanyarodási technika a lejtőkön való lecsúszásra. Direkt fordulóknak nem igazán lehetne nevezni, inkább csak váltakozó irányú hosszú ívekből állt, amit aszimmetrikusan behajlított térdekkel végeztek és azon alapult, hogy a léc íve a terhelés hatására teljes hosszában felfeküdt az ívre és ennek az ívnek mentén kanyarodott, miközben a botra támaszkodva fékeztek is.

### A Christiania-technika
Christiania a mai Oslo 1624 és 1925 közötti neve volt. A katonák és civilek körében itt népszerűvé vált síugráshoz szükség volt egy technikára, amivel leérkezés után aránylag gyorsan meg lehetett állni. Erre az a módszer alakult ki, hogy a völgylábat terhelve hóeke-szerűen elfordították, a hegylábat mellézárták és ráterheltek. Közben a botra támaszkodva is fékeztek. (Nem szabad elfelejtkezni arról, hogy preparált pályákról és fémkantnikról még szó sincs, tehát ne a mai éles fékezésre és élen vezetett fordulókra gondoljunk!)

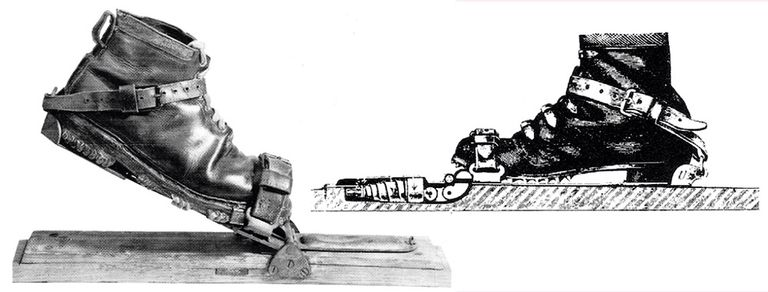
A Zdarsky-féle kötés

### A lilienfeldi síelési technika
Matyáš Žďárský, miután megalkotott egy, a cipőt oldalirányban is stabilizáló kötést, ennek segítségével kikísérletezett egy "kígyózó-csúszásnak" nevezett kanyarodási technikát. Ez a klasszikus Telemark-technikának több ponton is ellentmondó módszer jóval alkalmasabb volt a meredek alpesi hegyoldalakra, mint a lankás skandináv lejtőkre kifejlesztett eredeti. Ez volt az első, kifejezetten "alpin" technika, ami megalapozta az elkülönülést az "északi" (Telemark) technikáktól. A technika lényege, hogy a kanyarkezdéskor a völgylábbal kilép, kitámaszt, majd a hosszú botot a hegy felé a hóba szúrja, ezzel véglegesen tehermentesíti a hegylécet, amit aztán párhuzamosan a másik (völgy) léchez tesz. A norvég technika mindig szoros léctartást (vezetést) írt elő, ezzel szemben Zdarsky szerint a lécvezetésnek mindig az adott szituációhoz kell alkalmazkodni.

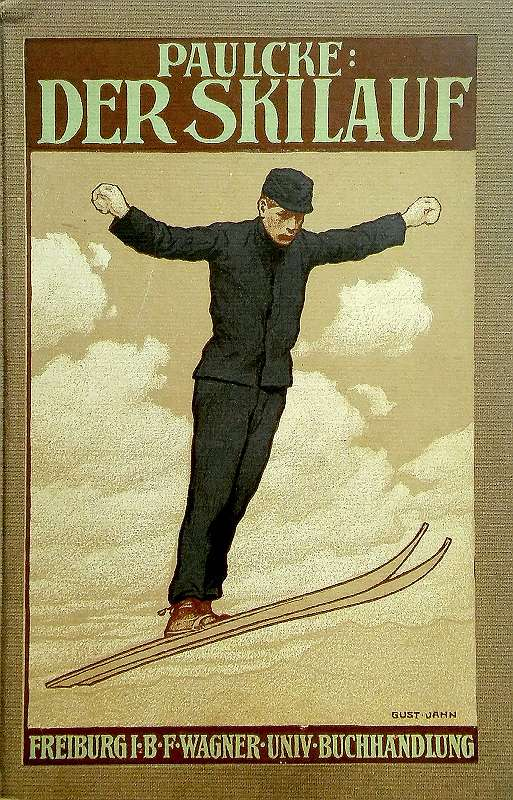
Wilhelm Paulcke: A síelés (3. kiadás, 1905)

### A továbbfejlesztett északi technika
A hegymászó, geológus és lavinakutató Wilhelm Paulcke 1899-ben adta ki Der Skilauf című könyvét. Ebben hitet tesz az északi (Telemark és Christiania) technikák mellett, melyeket teljesen alkalmasnak tart az Alpok viszonyaira is, ellentmondva ezzel Zdarskynak, akit követőivel együtt évekig riválisának (már-már ellenségének) tart. Könyve főleg a túrasízésre koncentrál, de szó van benne az ugrások helyes kivitelezéséhez szükséges testtartásról és a hegyekben leselkedő veszélyekről is. Ez utóbbiról Zsigmondy Emil halála után 10 évvel könyvet ad ki Zsigmondy 1885-ben megjelent "Az Alpok veszélyei" című könyvét kiegészítve.

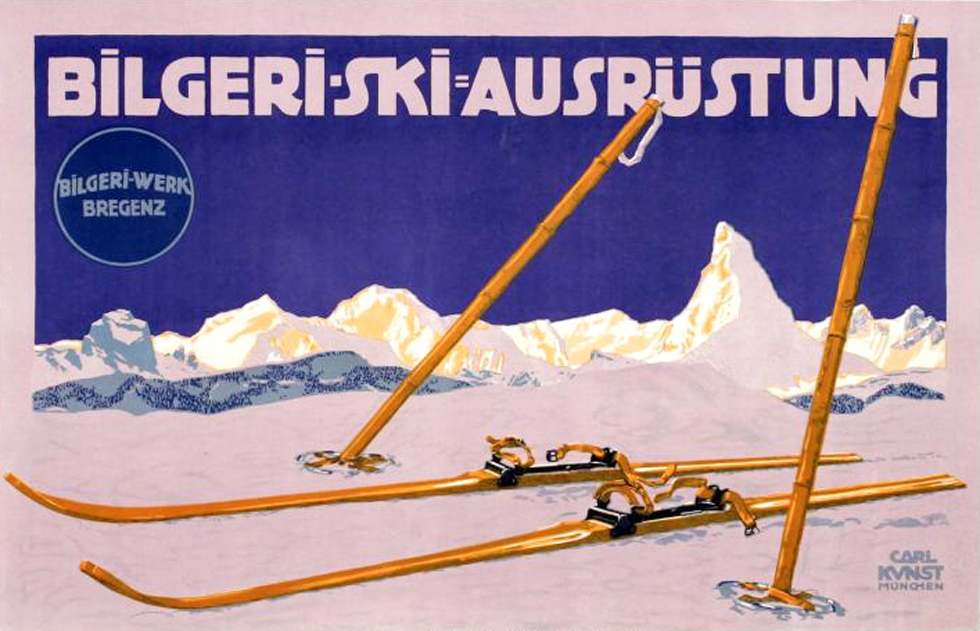
Bilgeri főhadnagy kétbotos sífelszerelése

### A kétbotos technika
A Georg Bilgeri császári és királyi főhadnagy által 1910-ben megjelentetett Der alpine Skilauf című könyvben írja le a hadsereg hegyivadász századaiban általa bevezetett újításokat. A kettészedhető botot, amelyet sík terepen és felfelé mászáskor két darabban, lefelé csúszáskor összeszerelve használtak. Továbbá az új, általa kidolgozott módszereket, melyek tíz év után újra egyesítették a Christiania- (északi) és a lilienfeldi (alpin) technikákat.

### Az Arlberg-technika
A Bilgeri katonája és később tanítványaként számon tartott Hannes Schneider 1921-ben nyitotta meg síiskoláját a tiroli Arlbergen. Itt kezdte el oktatni az általa kidolgozott technikákat, melyek a modern alpesi síelés alapjául szolgáltak. Az egyik újítása, hogy a csípőt elcsavarta, és a hóeke-kanyarodás során a völgylábat zárta a hegylábhoz.

### A lépés-tehermentesítés
Toni Seelos az 1930-as évek végén ismét egy új mozdulatot visz a sízésbe, kihasználva a '20-as évek végén bevezetett találmányt, a fémkantnit. A korábbi, kanyarodáskor használt hóeke terhelés-tehermentesítést lépésekkel váltja fel, vagyis mindig az adott léccel odalép a kanyaroknál a másik sílécéhez.

### A korcsolyázótechnika
Bár már a '30-as évek tankönyveiben is leírják ezt az ősi skandináv, felemás hosszúságú lécekkel is használt technikát, akkoriban igazán csak keményre kifagyott havon lehetett használni. A '70-es évekig nem is jelent meg a versenysportban. Mindaddig sífutásban kizárólag a kétbotos, támasztós, párhuzamosan futó lécekkel lépkedős technikát használta mindenki. 1971-ben egy nagyon változó minőségű havon, az oslói Holmenkollenen megrendezett versenyen győzött a keletnémet Gerhard Grimmer annak köszönhetően, hogy a verseny közben nem vakszolt át, hanem a két botjával és a kifelé fordított fél lábával lökte fel magát az emelkedőkre. Az évtized végére a finn Pauli Siitonen ezt a fél-korcsolyázó technikát már rendszeresen használta, és egyre több versenyt nyert vele. Közben egyre több újítás született a nyomon kívüli technikák tekintetében, és az 1982-es összetett világkupát az amerikai Bill Koch már a ma ismert korcsolyázó technikával nyerte meg. A FIS illetékes bizottsága ezt eleinte nem támogatta, és olyan szabályt hozott, hogy legalább az egyik sínek a nyomban kellett maradnia. A síszövetség végül 1986-ban adta meg magát (az IBU már 1985-ben) és "szabadstílusú sífutás" néven különítette el a "klasszikus sífutástól".

### A csóválós technika
A Stefan Kruckenhauser professzor által 1955-ben kifejlesztett és az 1956-ban megjelent (majd világszerte számtalan nyelvre lefordított) Österreichische Skilehrplanban leírt csúszásmód forradalmasította az alpesi síelést. A technika lényege, hogy a völgyirányba fordított és párhuzamosan tartott léceket a csípő váltakozó irányú kimozdításával folyamatos, váltakozó irányú kanyarodásra készteti, így direkt lesiklás nélkül, egyik ívből a másikba fordulással (ahogy a kutya csóválja a farkát) csúszik le a lejtőn.

## A síelés formái

### Alpesi sí
- Lesiklás
- Szuperóriás-műlesiklás
- Óriás-műlesiklás
- Műlesiklás
- Alpesi összetett
- Párhuzamos lesiklás

### Északi sí
- Síugrás
- Sífutás
- Északi összetett

### Szabad stílusú számok
- Síkrossz
- Slopestyle
- Félcső
- Negyedcső
- Bigair
- Buckasízés
- Síakrobatika
- Síbalett

### Alternatív és extrém síelés
- Freeride sí
- Túrasízés (síalpinizmus)
- Telemark sízés
- Síjöring
- Sítájfutás

Hasonló sport a snowboard.

## Sípályák Magyarországon
Magyarország területén csaknem 50 kisebb-nagyobb síterep van. Jelenleg öt sípálya rendelkezik komolyabb hóágyú kapacitással: Eplény, Mátraszentistván, Sátoraljaújhely, Kékestető és Visegrád, de található hóágyú Nagy-hideg-hegyen és Dobogókőn is.
A klasszikus havas sípályák mellett Magyarországon már több mint 30 műanyag sípálya is várja – szezonon kívül is – az érdeklődőket.

### Felvonóval rendelkező havas sípályák
- Bánkúti sícentrum
- Bükkszentkereszti sípálya
- Dobogókő Sícentrum
- Dunakömlődi sípálya
- Eplényi síaréna
- Kékestető Sícentrum
- Mátraszentistván Sípark
- Nagy-Hideg-hegy Sí- és Túraközpont
- Nagyvillám sípálya Visegrád
- Pécsi sípálya
- Szilvásváradi sípálya
- Tokaj, Kopasz-hegy Sípálya
- Zemplén Kalandpark Sípálya, Sátoraljaújhely